# Persone di nome William/Giocatori di football americano
| Questa pagina contiene informazioni ricavate automaticamente dalle voci biografiche con l'ausilio del template Bio e di un bot. L'aggiornamento è periodico e automatico e ricostruisce completamente la pagina. Se manca una persona in questa lista, sei pregato di non aggiungerla, ma accertati piuttosto che la sua voce biografica contenga il template Bio e che i dati anagrafici siano correttamente compilati. Se il template Bio manca, inseriscilo tu stesso o, in alternativa, metti l'avviso {{tmp\|Bio}} che ne segnala la mancanza. Se i dati riportati sono sbagliati, correggi direttamente la voce biografica; le modifiche saranno visibili in questa lista entro pochi giorni. Per chiarimenti vedi il progetto antroponimi. La lista contiene solo le 90 persone che sono citate nell'enciclopedia e per le quali è stato implementato correttamente il template Bio. Pagina aggiornata al 23 mag 2025. |

Questa è una lista di persone presenti nell'enciclopedia che hanno il nome William e sono giocatori di football americano.

## A(4)
- Bill Adams, giocatore di football americano statunitense (Lynn, n. 1950)
- Will Anderson Jr., giocatore di football americano statunitense (Hampton, n. 2001)
- Billy Atkins, giocatore di football americano statunitense (Millport, n. 1934 - El Paso, † 1991)
- Dick the Bruiser, giocatore di football americano e wrestler statunitense (Delphi, n. 1929 - Tampa, † 1991)

## B(6)
- Chip Banks, ex giocatore di football americano statunitense (Lawton, n. 1959)
- Drew Banks, ex giocatore di football americano e allenatore di football americano statunitense (n. 1988)
- Will Blackmon, giocatore di football americano statunitense (Providence, n. 1984)
- William Bradley-King, giocatore di football americano statunitense (Kansas City, n. 1997)
- Bill Brown, giocatore di football americano statunitense (Mendota, n. 1938 - Edina, † 2018)
- Willie Brown, giocatore di football americano e allenatore di football americano statunitense (Yazoo City, n. 1940 - Tracy, † 2019)

## C(5)
- Billy Cannon Jr., ex giocatore di football americano statunitense (Baton Rouge, n. 1961)
- Billy Cannon, giocatore di football americano statunitense (Philadelphia, n. 1937 - St. Francisville, † 2018)
- Will Clarke, giocatore di football americano statunitense (Pittsburgh, n. 1991)
- Bill Cowher, ex giocatore di football americano e allenatore di football americano statunitense (Crafton, n. 1957)
- Bill Curry, ex giocatore di football americano e allenatore di football americano statunitense (College Park, n. 1943)

## D(3)
- Chase Daniel, giocatore di football americano statunitense (Irving, n. 1986)
- D.J. Dozier, ex giocatore di football americano e giocatore di baseball statunitense (Norfolk, n. 1964)
- Payne Durham, giocatore di football americano statunitense (Suwanee, n. 2000)

## F(7)
- Beattie Feathers, giocatore di football americano statunitense (Bristol, n. 1909 - Winston-Salem, † 1979)
- William Floyd, ex giocatore di football americano statunitense (Jacksonville, n. 1972)
- Bill Fralic, giocatore di football americano statunitense (Pittsburgh, n. 1962 - Atlanta, † 2018)
- Will Fries, giocatore di football americano statunitense (Staten Island, n. 1998)
- Jake Fromm, giocatore di football americano statunitense (Warner Robins, n. 1998)
- Will Fuller, giocatore di football americano statunitense (Filadelfia, n. 1994)
- Will Furrer, ex giocatore di football americano statunitense (Danville, n. 1968)

## G(6)
- Bill George, giocatore di football americano statunitense (Waynesburg, n. 1929 - † 1982)
- William Gholston, giocatore di football americano statunitense (Detroit, n. 1991)
- Bill Gregory, ex giocatore di football americano statunitense (Galveston, n. 1940)
- Will Grier, giocatore di football americano statunitense (Davidson, n. 1995)
- Bill Groman, giocatore di football americano statunitense (Tiffin, n. 1936 - Houston, † 2020)
- Ray Guy, giocatore di football americano statunitense (Swainsboro, n. 1949 - Hattiesburg, † 2022)

## H(12)
- Will Harris, giocatore di football americano statunitense (Suwanee, n. 1995)
- Percy Harvin, ex giocatore di football americano statunitense (Chesapeake, n. 1988)
- Bill Hawkins, ex giocatore di football americano statunitense (Miami, n. 1966)
- William Henderson, ex giocatore di football americano statunitense (Richmond, n. 1971)
- Will Herring, ex giocatore di football americano statunitense (Opelika, n. 1983)
- Bill Hewitt, giocatore di football americano statunitense (Bay City, n. 1909 - † 1947)
- Clarke Hinkle, giocatore di football americano statunitense (Toronto, n. 1909 - † 1988)
- Bill Hitchcock, ex giocatore di football americano canadese (Kirkland Lake, n. 1965)
- Jeff Hostetler, ex giocatore di football americano statunitense (Hollsopple, n. 1961)
- Rodney Hudson, giocatore di football americano statunitense (Mobile, n. 1989)
- Don Hultz, ex giocatore di football americano statunitense (Moss Point, n. 1940)
- Stan Humphries, ex giocatore di football americano statunitense (Shreveport, n. 1965)

## J(5)
- William Jackson III, giocatore di football americano statunitense (Houston, n. 1993)
- William James, giocatore di football americano svedese (n. 1991)
- Billy Johnson, ex giocatore di football americano statunitense (Boothwyn, n. 1952)
- Will Johnson, giocatore di football americano statunitense (Detroit, n. 2003)
- William Joseph, giocatore di football americano statunitense (Miami, n. 1979)

## K(2)
- Bill Kenney, ex giocatore di football americano statunitense (San Francisco, n. 1955)
- Erik Kramer, ex giocatore di football americano statunitense (n. 1964)

## L(3)
- Trevor Lawrence, giocatore di football americano statunitense (Knoxville, n. 1999)
- Wil Lutz, giocatore di football americano statunitense (Newnan, n. 1994)
- William Roy Lyman, giocatore di football americano statunitense (Table Rock, n. 1898 - Barstow, † 1972)

## M(11)
- Bill Dudley, giocatore di football americano statunitense (Bluefield, n. 1921 - Lynchburg, † 2010)
- Bill Maas, ex giocatore di football americano statunitense (Newtown Township, n. 1962)
- Will Mallory, giocatore di football americano statunitense (Jacksonville, n. 1999)
- Billy Martin, giocatore di football americano statunitense (Chicago, n. 1938 - † 1976)
- Clay Matthews, ex giocatore di football americano statunitense (Los Angeles, n. 1986)
- Bo Matthews, ex giocatore di football americano statunitense (Huntsville, n. 1951)
- Max McGee, giocatore di football americano statunitense (Overton, n. 1932 - Minnetonka Beach, † 2007)
- Willie McGinest, ex giocatore di football americano statunitense (Long Beach, n. 1971)
- Scott Mitchell, ex giocatore di football americano statunitense (Salt Lake City, n. 1968)
- Bill Munson, giocatore di football americano statunitense (Sacramento, n. 1941 - Lodi, † 2000)
- Bill Musgrave, ex giocatore di football americano e allenatore di football americano statunitense (Grand Junction, n. 1967)

## N(1)
- Billy Newsome, ex giocatore di football americano statunitense (Jacksonville, n. 1948)

## O(1)
- Bill Olds, ex giocatore di football americano statunitense (Kansas City, n. 1951)

## P(2)
- Bubba Paris, ex giocatore di football americano statunitense (Louisville, n. 1960)
- William Perry, ex giocatore di football americano statunitense (Aiken, n. 1962)

## R(5)
- Will Rackley, giocatore di football americano statunitense (Atene, n. 1989)
- Willie Roaf, ex giocatore di football americano statunitense (Pine Bluff, n. 1970)
- William Roberts, ex giocatore di football americano statunitense (Miami, n. 1962)
- Kyle Rote, giocatore di football americano statunitense (San Antonio, n. 1928 - Baltimora, † 2002)
- Eddie Royal, giocatore di football americano statunitense (Alexandria, n. 1986)

## S(6)
- Billy Shaw, giocatore di football americano statunitense (Natchez, n. 1938 - Toccoa, † 2024)
- William Sherman, giocatore di football americano statunitense (Raleigh, n. 1999)
- Will Shipley, giocatore di football americano statunitense (Weddington, n. 2002)
- Bill Stanfill, giocatore di football americano statunitense (Cairo, n. 1947 - Albany, † 2016)
- Malaki Starks, giocatore di football americano statunitense (Jefferson, n. 2003)
- Will Sutton, ex giocatore di football americano statunitense (Corona, n. 1991)

## T(4)
- Tra Thomas, ex giocatore di football americano statunitense (DeLand, n. 1974)
- Will Tukuafu, giocatore di football americano tongano (Salt Lake City, n. 1984)
- Tré Turner, giocatore di football americano statunitense (Greensboro, n. 2000)
- Billy Turner, giocatore di football americano statunitense (Shoreview, n. 1991)

## W(6)
- Bill Wade, giocatore di football americano statunitense (Nashville, n. 1930 - Nashville, † 2016)
- Herman Weaver, giocatore di football americano statunitense (Villa Rica, n. 1948)
- Bill Willis, giocatore di football americano statunitense (Columbus, n. 1921 - Columbus, † 2007)
- Will Wolford, ex giocatore di football americano statunitense (Louisville, n. 1964)
- Willie Wood, giocatore di football americano statunitense (Washington, n. 1936 - Washington, † 2020)
- William Wurtenburg, giocatore di football americano statunitense (New York, n. 1863 - New Haven, † 1957)

## Y(1)
- William Young, giocatore di football americano statunitense (Wichita)